# Cymbiolacca pulchra
Cymbiolacca pulchra wisemani là một phân loài ốc biển cỡ lớn, là động vật thân mềm chân bụng sống ở biển trong họ volutidae, họ ốc dừa.
Loài này thường gặp ở shallow water on top of the Great Barrier Reef, Queensland, Úc from at least as far phía bắc as Saint Crispins Reef Reef phía đông của Cape Tribulation to at least as far phía nam as Stanley Reef phía bắc phía đông của Bowen.
This subspecies is closely related to, và may be conspecific with, Cymbiolacca pulchra peristicta từ vùng Swain Reefs at miền nam end of the Great Barrier Reef.
The shell shape and colour pattern vary from population to population, with many endemic colour forms known.